# Зейтинбагы
Зейтинбагы (тур. Zeytinbağı или Три́глия греч. Τρίγλια) — приморский городок в Турции с населением около 2,5 тыс. человек. В настоящее время новое строительство в городе Зейтинбагы ограничено.

## Этимология
Турецкое название города Зейтинбагы связано со множеством оливковых садов в округе. Исконное греческое наименование — Триглия, что связано с породой рыбы триглия (греч. Τριγλεια — лат. Triglia lucerna), имеющей промысловое значение. Местные турки продолжают также использовать греческое название города на турецкий манер — Тириле.

## Географическое положение
Город расположен в иле Бурса в 12 км западнее района Муданьи, недалеко от Пруссы в Вифинии в Турции.

## История
В первой четверти XIV века византийская власть в Вифинии ослабла под натиском турок-османов. В 1321 году пала Муданья; в 1326 году, после долгой осады, сдалась Прусса; затем пали Никея (1331) и Никомедия (1337), но всё же в западной Вифинии сохранялся очаг греческого сопротивления на участке между Пегами (Бига) и Триглией (Тириле). Известно что в 1337 году Триглия по-прежнему управлялась местными греками, и что именно местные греческие мастера возвели здесь церковь. Дата и способ перехода Триглии под османский контроль до сих пор не установлена. Но при этом известно что соседние Пеги, например, сдались османам только после долгой осады в 1371 году.
После малоазийской катастрофы, в 1923 году, коренное греческое население в результате принудительного обмена населением, было вынуждено покинуть город и основало Новую Триглию на полуострове Халкидики, в Греции.
На Крещение 2019 года — впервые с 1922 — в городе совершено великое освящение воды, которое возглавил патриарх Варфоломей.

## Достопримечательности

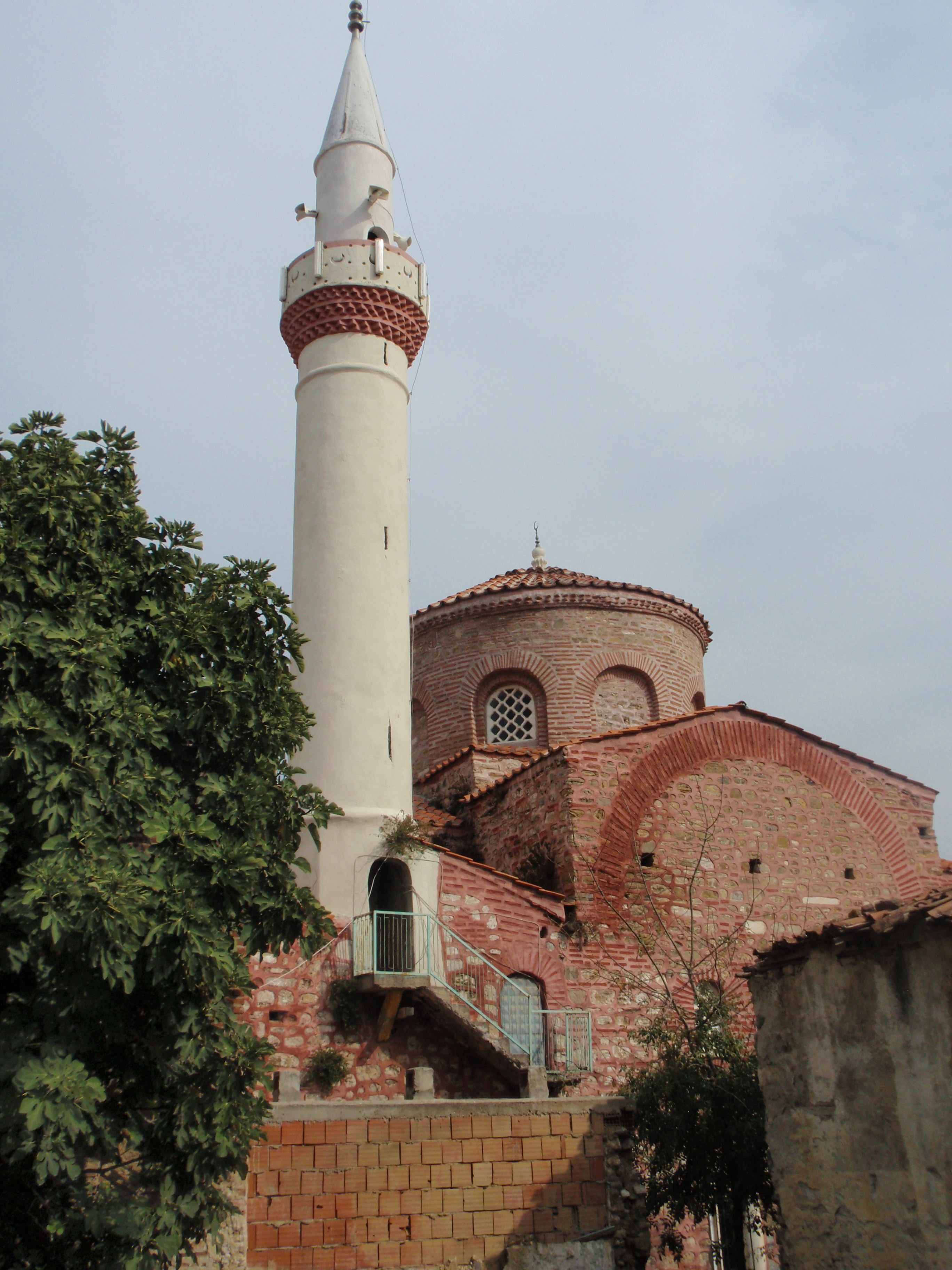
Мечеть Фатих Джами

В городе сохранились здания в стиле греческой архитектуры XIX века, в том числе здание православной художественной школы именнуемое сейчас Таш Мектеп (то есть Каменная школа), детский приют начала XX века и другие.
Наибольший интерес вызывает православный византийский храм Айии Теодори (греч. Αγιοι Θεοδωροι), обращенный турками в мечеть Фатих Джами.
В византийскую эпоху город был известен своими монастырями:
- Монастырь Богородицы Пандовасилиссы (греч. Mονή της Παναγίας Παντοβασιλίσσης).
- Обитель Хинолаккова (греч. Μονή Χηνολάκκου) при Гусином пруду.
- Мидикийский монастырь (греч. Μονή Μηδικίου) Клеверного холма, известный также как монастырь Отцов (греч. Μονή των Πατέρων).
- Пеликитский Иоанно-Богословский монастырь (греч. Moνή Πελεκητής) высеченный в скалах.
- Преображенский монастырь на Глубоких Водах (греч. Μονή του Βαθέως Ρύακος), называемый местным населением «Сотира».

Митрополитом Прусским Елпидифором (Ламбриниадисом), был выкуплен и приспособлен для православного богослужения храм Богородицы Всецарицы XIV века.

## Население
На 1912 год греки составляли большую часть населения города — 26 710 человек, турецкая община насчитывала 8 404 человека. После принудительной депортации греков в 1923 году, численность населения уже не восстановилась и в настоящее время здесь проживает около 2,5 тысяч человек.

## Известные уроженцы и жители
- Хризостом Смирнский (1867—1922), православный митрополит, мученик.
- Иакх Триглийский, христианский мученик.
- Феодосий Триглийский (VIII век), игумен, преподобный.
- Стефан Триглийский (около 815 года), игумен, исповедник.